# III. třída okresu Chomutov
III. třída okresu Chomutov patří společně s ostatními třetími třídami mezi deváté nejvyšší fotbalové soutěže v Česku. Je řízena Okresním fotbalovým svazem Chomutov. Hraje se každý rok od léta do jara se zimní přestávkou. Hraje se v jedné skupině (neoznačuje se), soutěž má 9 účastníků  okresu Chomutov, každý s každým hraje jednou na domácím hřišti a jednou na hřišti soupeře. Celkem se tedy hraje 16 kol. Vítěz soutěže a tým na druhém místě postupují do II. třídy okresu Chomutov. Z této soutěže se už nikam nesestupuje.

## Vítězové

### III. třída okresu Chomutov
| Ročník    | Vítězný tým                  |
| --------- | ---------------------------- |
| 2003/2004 | TJ Inter Mikulovice          |
| 2004/2005 | FC Horní Ves Chomutov        |
| 2005/2006 | FK Jirkov - Kyjice           |
| 2006/2007 | FK Klášterec nad Ohří        |
| 2007/2008 | TJ Sokol Údlice „B“          |
| 2008/2009 | TJ Sokol Údlice „B“          |
| 2009/2010 | TJ Baník Březenecká Chomutov |
| 2010/2011 | SK Strupčice „B“             |
| 2011/2012 | TJ Spartak Perštejn          |
| 2012/2013 | TJ Sokol Údlice „B“          |
| 2013/2014 | TJ Sparta Radonice           |
| 2014/2015 | TJ Sokol Mašťov              |
| 2015/2016 | TJ Sokol Mašťov              |
| 2016/2017 | SKP Kadaň                    |
| 2017/2018 |                              |
| 2018/2019 |                              |